# Dorothy J. Phillips

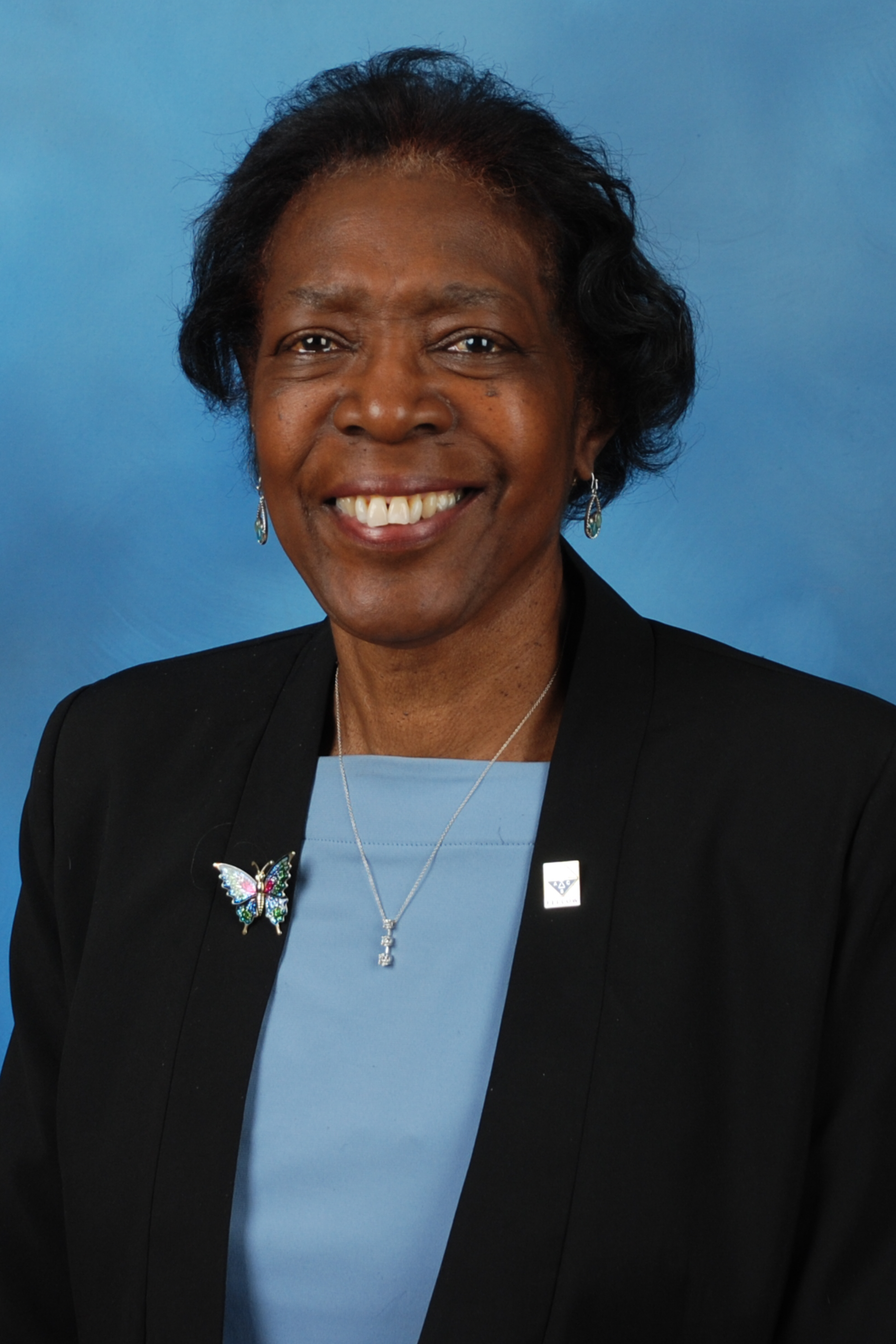
Dorothy J. Phillips

Dorothy Jean Phillips  (* 27. Juli 1945 in Nashville, Tennessee) ist eine US-amerikanische Chemikerin. Sie ist Generaldirektorin bei der American Chemical Society. 1967 erhielt sie als erste afroamerikanische Frau einen Bachelor-Abschluss an der Vanderbilt University.

## Leben und Werk
Phillips war eines von acht Kindern von Robert Cam Wingfield und Rebecca Cooper Wingfield.  Ihre Eltern unterstützten ihre Ausbildung und nahmen an lokalen Treffen der Negro Parent Teachers Association teil. Nach dem Busboykott von Montgomery 1956 wurden sie und ihre Familie aktiver in der Bürgerrechtsbewegung. Sie besuchte eine Sommerschule der National Science Foundation für afroamerikanische Studenten, die sie zum Studium der Chemie inspirierte. Sie studierte Chemie an der Tennessee State University, wechselte aber 1966 an die Vanderbilt University, wo sie 1967 als erste afroamerikanische Frau einen Bachelor of Arts erwarb. Sie heiratete zwei Wochen nach ihrem Abschluss den Chemiker James E. Phillips, mit dem sie zwei Kinder und eine Stieftochter bekam.
Nach ihrem Abschluss arbeitete sie in der psychopharmazeutischen Forschung. 1973 trat sie der American Chemical Society bei und promovierte 1974 als erste afroamerikanische Frau in Biochemie an der University of Cincinnati. Sie arbeitete am R17-Virus und verwendete Zirkulardichroismus und elektronenparamagnetische Resonanz, um die Konformation des viralen Proteins zu verstehen. Während der Erforschung des R17-Virus las sie über die Arbeit von Patrick Oriel bei der Dow Chemical Company und beschloss, sich dort zu bewerben. Nach ihrer Promotion forschte sie bei  Dow Chemical Company und beschäftigte sich dort mit Antibiotika und Herbiziden. Bei der Dow Chemical Company unterstützte sie Studenten der Michigan State University bei der Analyse der Antibiotika in Tierfutter. Sie stellte fest, wie diese das Tierwachstum beeinflussen können und erhielt Patente, darunter eines zur Verbesserung der Laktation und eines zur Verbesserung der Futterverwertung.
1984 begann sie ihre Forschung bei dem Technologieunternehmen Waters Corporation, wo sie bis 1996 Mitglied der Abteilung für chemische Forschung und Entwicklung war. Unter ihrer Leitung entwickelte ihr Team die AccellPlus -Austauschpackungen. Sie war Direktorin für klinisches Marketing und Direktorin für strategisches Marketing.  Sowohl bei der Dow Chemical Company als auch bei der Waters Corporation wechselte sie von der Forschungsentwicklung zur Unternehmensführung.  2013 zog sie sich nach einer fast dreißigjährigen Karriere als Director of Strategic Marketing aus der Waters Corporation zurück.
1990 engagierte sie sich in der Northeastern Section der American Chemical Society (ACS).  Sie war am Projekt SEED der American Chemical Society beteiligt, einem Programm, mit dem Schüler aus benachteiligten Verhältnissen Sommerpraktika in Forschungslabors absolvieren können. 2013 wurde sie zur Generaldirektorin der American Chemical Society ernannt.  Seit 2014 ist sie die Verbindungsstelle des American Chemical Society Board für das Wissenschafts- und Menschenrechtsprogramm der Society. Dieses Programm überwacht weltweit die Fälle von Wissenschaftlern, deren Rechte gekürzt wurden. 2016 wurde sie als Generaldirektorin wiedergewählt. 2019 wurde sie für eine dritte Amtszeit im Jahr 2020 im Board of Directors der American Chemical Society wiedergewählt.
Sie vertrat 2019 den ACS-Verwaltungsrat bei der internationalen Konferenz ChemIndix in Manama, Königreich Bahrain, Saudi-Arabien.
2017 schuf die Vanderbilt University ihr zu Ehren zwei Fakultätsstipendien.

## Auszeichnungen
- 1987: Waters' Manager Award for Innovation
- 1988: Waters' Manager Award for Innovation
- 1994: University of Cincinnati Distinguished Alumni
- 2004: Salute to Excellence Award der American Chemical Society in Nashville[7]
- 2006: Unsung Heroine Award, Vanderbilt University
- 2006: Henry A. Hill Award, American Chemical Society
- 2008: American Chemical Society Sektion Santa Clara Valley Shirley B. Radding Award
- 2008: Waters Corporation Leadership Award
- 2008: Vanderbilt University Dr. Dorothy Wingfield Phillips Award
- 2010: Fellow der American Chemical Society
- 2011: Distinguished Chemist Award, The New England Institute of Chemists
- 2015: Dr. Dorothy J. Phillips Endowed Chair, Vanderbilt University
- 2017: Dr. Dorothy Wingfield Phillips Chancellor's Faculty Fellowships, Vanderbilt University
- 2019: Vanderbilt Trailblazers Initiative, Vanderbilt University
- 2020: NOBCChE Lifetime Achievement Award[8]

## Mitgliedschaften (Auswahl)
- National Organization for the Professional Advancement of Black Chemists and Chemical Engineers
- Sigma Xi
- Alpha Kappa Alpha Sorority
- American Association of Chemistry Teachers

## Veröffentlichungen (Auswahl)
- mit Y-F. Cheng, U.  Neue: Simple and rugged SPE method for the determination of tetracycline antibiotics in serum by HPLC using a volatile mobile phase. Chromatographia 44(3/4), 1977, S. 187–190.
- Performance of Symmetry® narrow-bore columns for isocratic and gradient analyses. Waters Column VI (1), 1996, S. 6–15.
- M. Swartz, M. Tomany, T.  Tarvin: Isolation and purification methodologies using new silica-based ion exchange media.  BioChromatography 2(1), 1987, S. 38–45.